# Mumblecore
Mumblecore és un moviment cinematogràfic de caràcter independent iniciat als Estats Units a mitjans de la dècada de 2000 per gent jove desitjosa d'obrir-se camí en la indústria substituint els pressupostos milionaris i les formes tradicionals de Hollywood per la imaginació, l'empenta, el treball cooperativista i els recursos alternatius. Alguns cineastes americans inscrits en aquest moviment són Andrew Bujalski, Lynn Shelton, Mark Duplass, Jay Duplass, Aaron Katz, Joe Swanberg i Ry Russo-Young. Andrew Bujalski ha estat descrit com “el padrí del mumblecore”.
El mot mumblecore el va idear un tècnic de so nord-americà, Eric Masunga, fent al·lusió a la gran quantitat de xiuxiuejos que contenen aquesta mena de films que, tenint en compte les limitacions pressupostàries extremes amb què solen desenvolupar-se, acostumen a incloure una gran quantitat de diàlegs i escenaris força quotidians a l'abast de qualsevol cineasta proveït amb una càmera digital, una idea i unes quantes persones disposades a tirar-la endavant a qualsevol preu.
El concepte “mumblecorps” s'utilitza sovint per denominar el col·lectiu de directors del moviment. Els crítics de cinema també han utilitzat termes com “bedhead cinema” i “Slackavetes”, un joc de paraules derivat del títol de la pel·lícula de Richard Linklater, Slacker (que significa gandul), i el nom del cineasta John Cassavetes.

## Història
El debut com a director d'Andrew Bujalski, Funny Ha Ha (2002), és considerada, en general, com la primera pel·lícula mumblecore. Al festival de cinema South by Southwest (SXSW) del 2005 es van projectar algunes pel·lícules considerades part del moviment, incloent la segona pel·lícula de Andrew Bujalski Mutual Appreciation, The Puffy Chair de Mark Duplass i Jay Duplass, i Kissing on the Mouth de Joe Swanberg. El 2007, el cinema de pel·lícules d'autor IFC Center de Nova York va projectar una sèrie de deu pel·lícules mumblecore anomenada "The New Talkies: Generation D.I.Y.". Els crítics de cinema que porten Benten Films han defensat títols mumblecore com LOL, de Swanberg i les dues primeres pel·lícules de Katz: Dance Party USA i Quiet City.

### El mumblecore a Espanya
A l'estat espanyol el primer film formalment acollit a aquest moviment creatiu fou el llargmetratge Todo está en el aire, estrenat i distribuït exclusivament per Internet l'abril de 2010. A Catalunya, el film [arla'm d'en Paco (2010) reivindica haver estat la primera producció mumblecore realitzada a Catalunya en versió original catalana.

### El mumblecore a Alemanya
Des del 2009 hi ha el moviment mumblecore de Berlín, amb el seu propi manifest anomenat Sehr gutes Manifest. El mumblecore de Berlín no és tant una reacció a la propaganda nord-americana, sinó més aviat una reacció a la manca d'una reforma en el sistema de suport financer públic alemany per a la indústria cinematogràfica (Filmfoerderung). El micromecenatge és una nova possibilitat per finançar produccions de pel·lícules amb baixos pressupostos de forma independent a les restriccions de la Filmfoerderung alemanya.
El 2009, la pel·lícula Austern ohne Schale de Jette Miller es va projectar a Berlín. El 2011, les pel·lícules Frontalwatte de Jakob Lass i Papa Gold de Tom Lass es varen estrenar. Aquesta última va guanyar bastants premis cinematogràfics alemanys. El 2012 es van estrenar Klappe Cowboy per Timo Jacobs i Behrens Ulf, així com la guardonada Dicke Mädchen, d'Axel Ranisch.

## Característiques
El naturalisme, tant en l'actuació com en els diàlegs, és una característica clau en la major part de les pel·lícules mumblecore. Moltes incorporen actors amateur; tanmateix, Mark Duplass & Jay Duplass han treballat amb actors professionals a les seves pel·lícules Baghead, Jeff, Who Lives at Home, i Cyrus. Algunes obres mumblecore fan un important ús de la improvisació, fent que l'elenc comparteixi els crèdits del guió. No obstant això, no totes les pel·lícules mumblecore incorporen la improvisació. Per exemple, les d'Andrew Bujalski estan completament guionades.
Les pel·lícules mumblecore, generalment, consten de pressupostos i valors de producció molt baixos. La majoria d'aquestes obres es filmen en format digital, molt més barat que l'analògic; tot i així, això no n'és una característica definitòria. Per exemple, totes les pel·lícules de Bujalski s'han gravat en film.
Per regla general les pel·lícules estrenades amb la marca mumblecore es distribueixen exclusivament a través de la xarxa -del productor directament al consumidor-, ja que les distribuïdores, cadenes de televisió i institucions públiques no solen acollir-les en els seus catàlegs ni afavorir-les amb ajuts o subvencions. La supervivència d'aquests productes depèn exclusivament de les opinions i recomanacions del públic que els ha visionat a través de la Internet i de l'acollida que puguin tenir a festivals i mercats de cinema independent i alternatiu.